# Tyran triste
Myiarchus barbirostris
Espèce
Statut de conservation UICN

 LC  : Préoccupation mineure
Le Tyran triste (Myiarchus barbirostris) est une espèce de passereau de la  famille des Tyrannidae.

## Répartition
Il est endémique à la Jamaïque.

## Habitat
Il habite les  forêts humides tropicales et subtropicales et les forêts primaires fortement dégradées.